# Konstantin Isaakowitsch Sonin

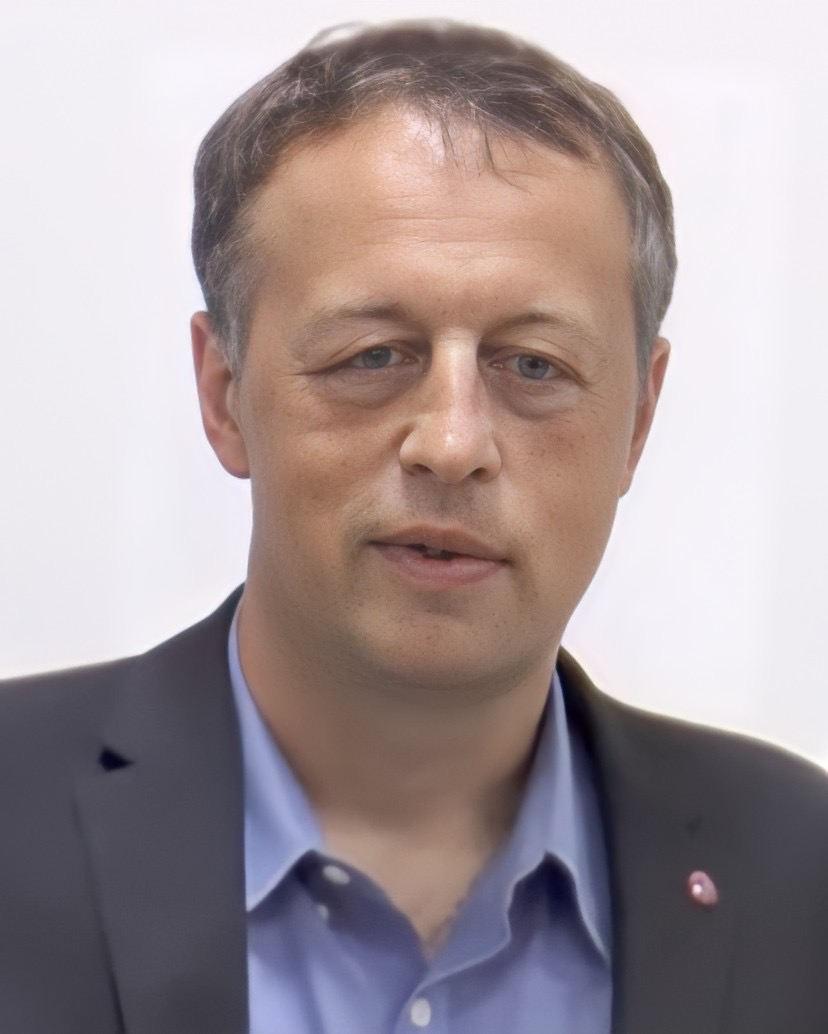
Konstantin Isaakowitsch Sonin, 2017

Konstantin Isaakowitsch Sonin (russisch Константин Исаакович Сонин; * 22. Februar 1972 in Moskau) ist ein russischer Ökonom und einer der bekanntesten Wirtschaftswissenschaftler in Russland.

## Leben
Konstantin Sonin ist Vizerektor und Professor für Volkswirtschaftslehre an der Wirtschaftshochschule Moskau (Higher school of economics, HSE) und Research Fellow am Centre for Economic Policy Research (CEPR), London. Er ist Mitbegründer des gemeinsamen HSE-NES Bachelor of Arts Programms. Bis August 2013 war er Professor für Wirtschaft und Vizerektor an der New Economic School (NES). Seine Forschungsinteressen liegen in der politischen Ökonomie, Entwicklungsökonomie und Wirtschaftstheorie.
Er hat in führenden Fachzeitschriften in der Ökonomie und Politikwissenschaft veröffentlicht, wie The American Economic Review, Quarterly Journal of Economics, Review of Economic Studies, American Political Science Review, American Journal of Political Science, Journal of the European Economic Association, Proceedings of the National Academy of Sciences, und andere. Seit April 2011 ist er auf Platz 1 in Russlands RePEc akademischen Zitat-Service.
Konstantin Sonin ist Kolumnist für The Moscow Times. Für die Tageszeitung Wedomosti, das russische Schwesterblatt der Financial Times, analysiert Sonin regelmäßig das Wirtschaftsgeschehen und kritisiert den staatskapitalistischen Kurs des Kreml. Er trägt mit seinen Kolumnen und Analysen zu wichtigen internationalen und russischen Medien bei. Er ist der Autor von „Sonin.ru: Lessons of Economics“ (in Russisch), einem Buch das an ein breites Publikum gerichtet ist.
Im November 2022 beschrieb Sonin die explosive Mischung von vielen Menschen, die mit Waffen Erfahrung bekämen, von halbstaatlichen Söldnerarmeen, vom Verbrauch gigantischer Ressourcen für den Krieg und vom Niedergang der Werte als möglicher Grundstein für einen Zusammenbruch oder einen Bürgerkrieg in einigen Jahren. FSB, Polizei und Gerichte seien mit politischer Repression beschäftigt, was mit den unerfüllten Versprechen der russischen Regierung kollidiere; „Es ist gefährlich, bewaffnete Menschen nicht zu bezahlen.“ Nicht erfüllte Versprechen und Privatarmeen stünden am Beginn des Zusammenbruch der Strafverfolgungsbehörden.